# Wacław Wojciech Olszyński
Wacław Wojciech Olszyński (ur. 7 sierpnia 1847, zm. 17 marca 1931) – ziemianin, powstaniec styczniowy, działacz społeczny.
Olszyński urodził się 7 sierpnia 1847 roku jako syn Ignacego i Augusty z domu Kreusztet. Ukończył szkołę w Ostrowcu, następnie podjął pracę we Włocławku.
W 1863 roku walczył w powstaniu styczniowym, kolejno w oddziałach Apolinarego Kurowskiego, Mariana Langiewicza i Edmunda Taczanowskiego. Brał udział w bitwach pod Małogoszczem i pod Sędziejowicami. Po rozbiciu ostatniego z oddziałów przedostał się do Włocławka, a następnie przekroczył granicę z Prusami. Zamieszkał w Hamburgu, gdzie pracował w porcie.
W 1872 roku powrócił do Polski i podjął pracę w majątkach ziemskich, w 1900 roku nabył majątek Lisiniec pod Częstochową, który w 1909 roku zamienił na Libidzę. Działał w organizacjach rolniczych i społecznych oraz udzielał się w społeczności ewangelicko-augsburskiej w Częstochowie.
Po wybuchu I wojny światowej okolice Częstochowy zajęli Niemcy. Już w sierpniu władze niemieckie oskarżyły mieszkańców Kłobucka o zamachy na żołnierzy niemieckich. Jedynie dzięki interwencji Olszyńskiego u niemieckiego komendanta miasta Niemcy zrezygnowali z zamiaru zniszczenia Kłobucka. Wydarzenie to zostało upamiętnione na tablicy umieszczonej w kaplicy św. Floriana w Kłobucku.
Jego synem był Stefan Olszyński.
Zmarł 17 marca 1931 roku i został pochowany na cmentarzu ewangelicko-augsburskim w Częstochowie.